# Hydrophorus christopherseni
Hydrophorus christopherseni är en tvåvingeart som beskrevs av Frey 1954. Hydrophorus christopherseni ingår i släktet Hydrophorus och familjen styltflugor.
Artens utbredningsområde är Tristan da Cunha. Inga underarter finns listade i Catalogue of Life.